# بیژن اشتری
بیژن اشتری (۱۳۳۹ – ۱۸ خرداد ۱۴۰۴) مترجم، روزنامه‌نگار و منتقد سینمای ایرانی بود. او بیشتر به خاطر ترجمهٔ آثاری در حوزهٔ تاریخ معاصر جهان، به‌ویژه تاریخ شوروی و کشورهای بلوک شرق و نیز زندگی‌نامه‌های رهبران سیاسی شهرت یافت.

## زندگی و فعالیت حرفه‌ای
بیژن اشتری در سال ۱۳۳۹ در اراک متولد شد. او فارغ‌التحصیل رشتهٔ میکروب‌شناسی از دانشگاه تهران بود، اما علاقهٔ شخصی‌اش به تاریخ، او را به سمت ترجمه و نگارش کتب تاریخی سوق داد. او از نوجوانی به مطالعه و پژوهش تاریخی علاقه‌مند بود و فعالیت حرفه‌ای خود را در اوایل دههٔ ۱۳۶۰ با روزنامه‌نگاری و نقد فیلم در نشریات سینمایی، از جمله مجلهٔ «دنیای تصویر»، آغاز کرد. وی مدتی نیز در زمینهٔ نشر فعالیت داشت. اشتری فعالیت‌های ترجمه و نگارش را به‌طور پیوسته از اواخر دههٔ ۱۳۷۰ شمسی آغاز کرد و طی دو دهه، ده‌ها عنوان کتاب و مقاله از او به چاپ رسید.

## آثار
بیژن اشتری بر ترجمهٔ آثار تاریخی، زندگی‌نامه‌های چهره‌های سیاسی، و تحلیل جنبش‌های اجتماعی تمرکز داشت. بسیاری از ترجمه‌های او در حوزهٔ تاریخ شوروی و کمونیسم بودند.

### ترجمه‌ها
- استالین جوان: از تولد تا انقلاب کبیر، از غصب قدرت تا مرگ، ۲ ج، نوشتهٔ سایمن سیبیگ مانتیفوری، تهران: ثالث.
- مائو: داستان ناشناختهُ، نوشتهٔ جانگ چنگ و جان هالیدی، تهران: ثالث.
- آکواریوم‌های پیونگ‌یانگ: یک داستان واقعی از پشت پردهٔ آهنین کرهٔ شمالی، نوشتهٔ کانگ چول-هوان تهران: ثالث.
- لنین: زندگی انقلابی سرخ، نوشتهٔ رابرت سرویس، تهران: ثالث.
- رفیق: زندگی و مرگ ارنستو چه گوارا، نوشتهٔ خورخه کاستانیدا، تهران: ثالث.
- راهنمای چه، نوشتهٔ ایلدا باریو، تهران: ثالث.
- تروتسکی: کاهن معبد سرخ، نوشتهٔ رابرت سرویس، تهران: ثالث.
- بوخارین: انقلاب بالشویکی، نوشتهٔ استیون اف. کوهن، تهران: ثالث.
- برژنف: از ثبات و رکود تا زوال و فروپاشی، نوشتهٔ سوزان شاتنبرگ، تهران: ثالث.
- دختر استالین، نوشتهٔ رزماری سالیوان، تهران: ثالث.
- راسپوتین: ابلیس یا قدیس، ۲ ج، نوشتهٔ ادوارد راژینسکی، تهران: ثالث.
- رولت سرخ: ثروت، قدرت، فساد و خشونت در چین کمونیست، نوشتهٔ دزموند چام، تهران: ثالث.
- چائوشسکو: ظهور و سقوط دیکتاتور سرخ، نوشتهٔ ادوارد بئر، تهران: ثالث.
- پل پوت: کابوس سرخ، نوشتهٔ فیلیپ شورت، تهران: ثالث.
- امید علیه امید: روشنفکران روسیه در دورهٔ وحشت استالینی، نوشتهٔ نادژدا ماندلشتام، تهران: ثالث.[۸]
- ادبیات علیه استبداد: پاسترناک و ژیواگو، نوشتهٔ پیتر فین و پترا کووی، تهران: ثالث.[۵]
- شوروی ضد شوروی، نوشتهٔ ولادیمیر واینوویچ، تهران: ثالث.[۹]
- انقلاب‌های ۱۹۸۹: سقوط امپراتوری شوروی در اروپا، نوشتهٔ ویکتور شبشتین، تهران: ثالث.
- موسولینی: ظهور و سقوط دوچه، نوشتهٔ کریستوفر هیبرت، تهران: ثالث.
- انور خوجه: مشت سرخ آهنین، نوشتهٔ بلندی فوزیو، تهران: ثالث.
- سکوت همچون سلاح: ایساک بابل، زندگی و داستان‌هایش، نوشتهٔ گریگوری فریدین و ناتالی بابل، تهران: ثالث.
- بایگانی ادبی پلیس مخفی، نوشتهٔ ویتالی شنتالینسکی، تهران: ثالث.
- دست‌نوشته‌ها نمی‌سوزند: میخائیل بولگاکف در نامه‌ها و یادداشت‌های روزانه‌اش، نوشتهٔ جی.ای.ئی. کرتیس، تهران: ثالث.
- کلاه پوستی: برای رفیق یفیم سمیونوویچ راخلین، نوشتهٔ ولادیمیر واینوویچ، تهران: ثالث.
- صدام: از ظهور تا سقوطش - زندانی در کاخ خودش، نوشتهٔ کان کاگلین، تهران: ثالث.
- قذافی: ظهور تا سقوط، نوشتهٔ آلیسون پارجتر، تهران: ثالث.
- حرمسرای قذافی، آنیک کوژان، تهران: ثالث.
- فرمانده: ونزوئلای هوگو چاوز، نوشتهٔ روری کارول، تهران: ثالث.
- پوتین: زندگی و زمانه‌اش، نوشتهٔ فیلیپ شورت، تهران: ثالث.
- خودآموز دیکتاتورها، نوشتهٔ رندال وود و کارمینه دولوکا، تهران: ثالث.
- فاندامنتالیسم (بنیادگرایی)، نوشتهٔ ملیس روتون، تهران: ثالث.
- زندگی من، نوشتهٔ هیلاری رادهام کلینتون، تهران: ثالث.

### فعالیت مطبوعاتی و رسانه‌ای
بیژن اشتری علاوه بر ترجمه، به عنوان روزنامه‌نگار و منتقد سیاسی نیز شناخته می‌شد. او با نشریات سینمایی همکاری داشت و به‌طور فعالانه در صفحهٔ شخصی خود در اینستاگرام به تحلیل‌های سیاسی و تاریخی می‌پرداخت.

## سبک و رویکرد
ترجمه‌های اشتری به دلیل زبان روان، دقت و وفاداری به متن اصلی و توانایی در انتقال مفاهیم پیچیده به خوانندگان مورد توجه قرار گرفته‌اند.
اشتری، به گفتهٔ خودش، همواره می‌کوشید تا نگاهی بی‌طرفانه و تحلیلی نسبت به مسائل تاریخی داشته باشد و از هرگونه تعصب ایدئولوژیک دوری کند. انتخاب متون و سوژه‌های چالش‌برانگیز از ویژگی‌های بارز آثار او بود. او در ترجمه‌هایش، دقت و وفاداری به متن اصلی را سرلوحهٔ کار خود قرار می‌داد.

## بازتاب و تأثیر
بیژن اشتری با آثار پژوهشی و ترجمه‌های خود، در میان پژوهشگران و دانشجویان تاریخ معاصر ایران و تاریخ تطبیقی کمونیسم جایگاه ویژه‌ای داشت. بسیاری از علاقه‌مندان به تاریخ، ترجمه‌های او را از جدی‌ترین منابع بررسی تاریخ شوروی و بلوک شرق می‌دانند. فعالان فرهنگی، پژوهشگران و روزنامه‌نگاران ایرانی، آثارش را فاخر، آموزنده و تأثیرگذار خواندند و بر نقش او در روشن‌گری ابعاد تاریخ معاصر و آگاهی‌بخشی به نسل‌های جدید تأکید کردند.

## درگذشت
بیژن اشتری مدت‌ها با بیماری قلبی مواجه بود. برخی منابع نیز از ابتلایش به سرطان خبر داده بودند. در ۱۸ خرداد ۱۴۰۴ در سن ۶۴ سالگی بر اثر ایست قلبی در منزلش در تهران درگذشت.
مراسم تشییع وی روز ۲۰ خرداد ۱۴۰۴ با حضور تعدادی از نویسندگان و مترجمان در خانه هنرمندان ایران انجام شد. در این مراسم محمدعلی ابطحی بر پیکر او نماز خواند. وی در قطعه هنرمندان بهشت زهرا در کنار مرتضی راوندی به خاک سپرده شد.